# Полиакрилаты

Полиметилметакрилат

Полиакрилаты — полимеры сложных эфиров акриловой, метакриловой или цианакриловой кислот общей формулы (-CH2-CR'(COOR)-)n (R' = Н — акрилаты, R' = СН3 — метакрилаты, R' = CN — цианакрилаты), термопластичные полимерные материалы, практически наиболее важные представители класса — поли-н-алкилакрилаты и полиметилметакрилат.

## Свойства
Поли-н-алкилакрилаты с R = C1-C12 — прозрачные в массе аморфные полимеры с низкой температурой стеклования, при длине алкильной цепи более 12 кристаллизуются и теряют прозрачность.
Полиметакрилаты с R = С1-С3 — аморфные стеклообразные полимеры, с R = С2-С14 — эластичные, с R > С14 — воскообразные полимеры. При R > С10 вследствие упаковки алкильных цепей полиметакрилаты кристаллизуются, при этом температуры плавления растут с увеличением длины цепи.
При одинаковых заместителях R температуры стеклования полиметакрилатов с выше, чем у полиакрилатов; с увеличением длины цепи R возрастает эластичность и морозостойкость, а плотность, прочность, твёрдость и температуры стеклования аморфных полимеров уменьшаются.
Полиакрилаты и полиметакрилаты растворимы в собственных мономерах, сложных эфирах, ароматических и хлорированных углеводородах (дихлорэтан или раствор полиметилметакрилата в дихлорэтане используется для склейки органического стекла), низшие полиакрилаты растворимы в ацетоне. Низшие полиакрилаты нерастворимы в неполярных растворителях, растворимость повышается с ростом длины цепи спиртового остатка R, что ведёт к снижению бензо- и маслостойкости.
Полиакрилаты и полиметакрилаты устойчивы к воздействию солнечного света, атмосферного кислорода, воды, разбавленных щелочей и кислот. При 80-100°С полиакрилаты и полиметакрилаты гидролизуются растворами щелочей до полиакриловой и полиметакриловой кислот

## Синтез и применение
Большую часть полиакрилатов и полиметакрилатов получают радикальной полимеризацией, в больших масштабах — обычно эмульсионной либо суспензионной полимеризацией, иногда полимеризацией в растворе, в относительно небольших масштабах — блочной полимеризацией.
Термодеструкция полиакрилатов протекает при температурах выше 150 °C и сопровождается сшивкой полимера и частичной деполимеризацией (~1 % мономера); в отличие от них термодеструкция алифатических полиметакрилатов, протекающая при 200—250 °С, ведёт к деполимеризации с почти количественным выходом мономера (более 90 % у полиметилметакрилата).
Анионной полимеризацией могут быть получены стереорегулярные кристаллические полиакрилаты и полиметакрилаты.
Один из наиболее массовых полиакрилатов — полиметилметакрилат (органическое стекло, плексиглас), первый синтетический полимер с хорошими оптическими свойствами, нашедший массовое применение в качестве конструкционного материала, заменяющего стекло в авиастроении и других отраслях промышленности.
На основе полиакрилатов также производятся различные полимерные композиции, в частности акриловые краски и лаки, базирующиеся на водных дисперсиях полиакрилатов или их сополимеров, которые при высыхании образуют стойкую плёнку.